# 두반 사파타
두반 에스테반 사파타 방게라(스페인어: Duván Esteban Zapata Banguera, 1991년 4월 1일 ~ )는 콜롬비아의 축구 선수로 현재 이탈리아 세리에 A의 토리노 FC에서 공격수로 활약하고 있다.

## 선수 경력

### 클럽
2008년 아메리카 데 칼리에서 프로 무대에 데뷔하여 2011년까지 54경기 8골을 기록하며 2008년 카테고리아 프리메라 A 시즌 우승을 이끌었고 2011 시즌을 마친 뒤 아르헨티나 프리메라 디비시온의 에스투디안테스 데 라 플라타로 이적하여 2013-14 시즌까지 46경기 22골을 터뜨리는 맹활약을 펼쳤으나 이와는 별개로 팀은 3시즌동안 모두 리그 중위권에 머물렀다.
그리고 2013-14 시즌 중반쯤 이탈리아 세리에 A의 SSC 나폴리로 트레이드된 후 53경기 15골을 터뜨리며 세리에 A 2013-14 3위, 2013-14년 코파 이탈리아 우승, 2014년 이탈리아 슈퍼컵 우승, 2014-15년 UEFA 유로파리그 4강 진출에 힘을 실어줬으며 2014-15 시즌 종료 후 우디네세 칼초로 임대 이적하여 2016-17 시즌까지 65경기 19골을 터뜨렸다.
이후 UC 삼프도리아로 2번째 임대 이적하여 2017-18 시즌에서 32경기 11골을 기록했고 2017-18 시즌을 마치고 아탈란타 BC로 3번째 임대 이적하여 2018-19 시즌에서 48경기 28골을 폭발시키며 세리에 A 2018-19 3위, 2018-19년 코파 이탈리아 준우승 등에 기여했으며 이에 힘입어 2019-20 시즌을 앞두고 아탈란타로 완전 이적하여 세리에 A 2019-20 3위, 2019-20년 UEFA 챔피언스리그 8강, 세리에 A 2020-21 3위, 2020-21년 코파 이탈리아 준우승 등에 공헌했으며 현재까지 아탈란타로 완전 이적 후 82경기 38골을 기록 중이다.

### 국가대표팀
콜롬비아 U-20 대표팀 시절 2011년 툴롱 대회에 출전하여 이 대회에서 1득점을 기록하며 팀의 우승을 이끌었고 2017년 3월 베네수엘라와 볼리비아와의 2018년 FIFA 월드컵 남미 지역 예선 12차전과 13차전 경기를 앞두고 콜롬비아 A대표팀에 첫 합류한 뒤 23일 볼리비아와의 13차전에서 후반 19분 마테우스 우리베와의 교체 투입을 통해 국제 A매치 데뷔전을 치렀고 팀은 이 경기에서 에이스 하메스 로드리게스의 결승골로 1-0의 승리를 거두었다.
그 후 2018년 FIFA 월드컵 본선 35인 예비 명단에 들었지만 최종 23인 엔트리에 아쉽게도 들지 못하면서 월드컵 본선 출전이 좌절되었으며 이듬해인 2019년 5월 30일 2019년 코파 아메리카 23인 최종 엔트리에 합류한 후 6월 9일 열린 페루와의 평가전에서 A매치 데뷔골을 신고하며 팀의 3-0 완승에 기여했다.
그리고 2019년 코파 아메리카에서 2골을 기록하며 8강 진출을 이끌었지만 8강에서 디펜딩 챔피언 칠레와 승부차기까지 가는 접전 끝에 4-5로 석패하며 4강 진출이 무산되었고 이후 2021년 코파 아메리카에서는 비록 득점은 기록하지 못했지만 7경기에 모두 선발 출장하여 팀의 대회 3위에 기여했다.

## 수상

### 클럽
아메리카 데 칼리
- 카테고리아 프리메라 A : 우승 (2008)

 SSC 나폴리
- 세리에 A : 3위 (2013-14)
- 코파 이탈리아 : 우승 (2013–14)
- 이탈리아 슈퍼컵 : 우승 (2014)
- UEFA 유로파리그 : 4강 (2014-15)

 아탈란타 BC
- 세리에 A : 3위 (2018-19, 2019-20, 2020-21)
- 코파 이탈리아 : 준우승 (2018-19, 2020-21)

### 국가대표팀
콜롬비아 U-20
- 툴롱 대회 : 우승 (2011)

 콜롬비아
- 코파 아메리카 : 3위 (2021)